# Таврийски българи
Таврийските българи са българска диаспора, населяваща след 1861 година земите на историко-географската област Таврия на територията на днешна Украйна. Наследници са на бесарабските българи – друга българска диаспора, населяваща земите на Молдова и Украйна.

## Заселване
В района на Южна Бесарабия, известен още като Буджака, съществува значителна българска диаспора, заселена там в поредицата военни конфликти между Руската и Османската империи след края на XVIII век. Точният брой българи в Буджака към средата на XIX век не може да бъде определен, но само последната бежанска вълна от българските земи към Бесарабия след Руско-турската война от 1853 – 1856 година се оценява на около 200 000 души.
Русия търпи провал в Кримската война, а Парижкият мирен договор от 1856 година разделя Бесарабия на две. Южната ѝ част Русия отстъпва на Княжество Молдова, тогава васално княжество на Османската империя. Новосформираната молдовска администрация има крайно негативно отношение към българското население в Буджака и скоро го лишава от привилегиите, дадени му от руския император. Едно стълкновение между молдовски жандари и българи през есента на 1861 година в Болград, при което са убити и ранени около 150 души, катализира масовото преселване на българи от Бесарабия на изток.
До края на идната пролет Буджака напускат повече от 40 000 българи, често цели села заедно с имуществото и добитъка си. Изселването е възпрепятствано от молдовската администрация, поради което става тайно вечер с помощта на казаци от руската имперска армия. Често бегълците подкупват молдовската гранична стража, за да осигурят безпрепятствено минаване на руска територия.
На бежанците руският цар Александър II с имперски указ дава следните привилегии:
- освобождава ги от данък за 10 години и 25 години от войниклък
- дава им земя за заселване по брега на Азовско море между селището Кизияр (днешен Мелитопол) и ногайския аул Бердянка (днешен Бердянск) с приблизителна площ 8000 km2
- подарява на всеки българин по 15 златни рубли и пет пуда (80 кг) жито за семе
- на всяко семейство се дават по 50 десетини (500 декара) земя

Бежанците в тридесетхиляден керван достигат бреговете на Днепър по Гергьовден на 1862 година и след още пет дни достигат селището Кизияр на река Молочна, границата на Таврия. Тук придружаващите ги казаци се връщат назад, предавайки обещаните пари и жито. Заселниците лагеруват на морския бряг за месец, докато избрани хора определят местата на бъдещите села. При лагерът до морето е основано село Ботево.

## История

### През годините на Втората световна война
По време на Втората световна война, през зимата на 1943 – 1944 година хиляди таврийски българи се устремяват към родината на дедите си България. Иван Д. Станчов, тогава генерален консул на България в Галац, свидетелства за тези около 50 000 бежанци, говорещи на чист старинен български език и положили неимоверни усилия да достигнат България. Станчов успява да уреди прекарването им през Дунава до Добрич. По-късно обаче, след Деветосептемврийския преврат и окупацията на България от Съветския съюз, руснаците „репатрират“ тези избягали от режима им българи.

## Географско разпространение
Таврийските българи населяват следните 28 селища в северното Приазовие между градовете Бердянск и Мелитопол:
- Първо Търново, Търновка – на украински: Велика Тернівка с население 729 жители
- Тропокево, Гирсовка – на украински: Гірсівка с население 1313 жители
- Махала, Надеждино – на украински: Надеждине с население 494 жители
- Паланка, Българска Покровка – на украински: Федорівка с население 510 жители
- Радолово, Радоловка – на украински: Радолівка с население 407 жители
- Гюнево, Гюневка – на украински: Гюнівка с население 601 жители
- Софиево – на украински: Софіївка с население 538 жители
- Палаузово – на украински: Полоузівка с население 316 жители
- Андрово – на украински: Андрівка с население 1426 жители
- Троянът, Троян – на украински: Трояни с население 1364 жители
- Бердянск – на украински: Бердянськ с население 114 205 жители
- Куца Бердянка – на украински: Азовське с население 2473 жители
- Баново, Бановка – на украински: Банівка с население 1144 жители
- Преслав – на украински: Преслав с население 2065 жители
- Романовна, Българка – на украински: Болгарка с население 1128 жители
- Еникьой, Вячеславка – на украински: Вячеславка с население 914 жители
- Мариино, Мариновка – на украински: Маринівка с население 725 жители
- Горни Вайсал, Дияново, Лозоватка – на украински: Лозуватка с население 695 жители
- Орманджи, Инзовка – на украински: Інзівка с население 1339 жители
- Долни Вайсал, Райновка – на украински: Райнівка с население 647 жители
- Зеленово, Зеленовка – на украински: Зеленівка с население 1014 жители
- Манойлово, Манойловка – на украински: Мануйлівка с население 596 жители
- Горни Караагач – на украински: Петрівка с население 799 жители
- Средни Караагач, Машкир, Николаевка – на украински: Миколаївка с население 612 жители
- Чушмелий – на украински: Степанівка Друга с население 752 жители
- Богданово, Богдановка – на украински: Богданівка с население 958 жители
- Строганово, Строгановка – на украински: Строганівка с население 596 жители
- Ботево – на украински: Ботієве с население 1615 жители